# عديمات الهدابات
عديمات الهدابات (الاسم العلمي: Incirrina) هي رتيبة من الرخويات تتبع الرتبة الأخطبوطيات من طائفة الرأسقدميات.

## التصنيف
- الأخطبوطات
  - الأخطبوطاوات